# Kostel svatého Jakuba Většího (Slavětín)
Kostel svatého Jakuba Většího je římskokatolický kostel ve Slavětíně v okrese Louny. Od roku 1958 je včetně areálu památkově chráněný jako kulturní památka. Původně románský kostel byl ve 14. století rozšířen a jeho presbytář vyzdoben nástěnnými malbami s nadregionálním významem. Věž byla přistavěna v 19. století.

## Historie a stavební vývoj
První písemná zmínka o kostele pochází z roku 1362, kdy byl slavětínský farář Hanko za přítomnosti opata benediktinského kláštera Porta Apostolorum v Postoloprtech ustanoven farářem v Podbořanech. Další známý kněz se jmenoval Jan, v roce 1363 instalovaný do Pnětluk. V obou případech byli přítomni postoloprtští benediktini, kteří měli ke kostelu nejméně od poloviny 14. století do husitských válek patronátní právo. Slavětínský kostel v historii svůj farní statut neztratil. Do roku 1718 do farnosti patřily Veltěže, v letech 1667–1693 také Orasice a do roku 1698 také Smolnice. Na začátku 18. století obnovil farní nadaci držitel Slavětína Maxmilián z Weinbergu.
Bez archeologického průzkumu nelze přesněji stanovit dobu výstavby kostela, která je kladena do období mezi poslední čtvrtinou 12. a první čtvrtinou 13. století. Z původní stavby zůstalo jižní a západní zdivo lodi a několik úseků zdiva severního. Někdy v první čtvrtině 14. století byla po celé délce románské lodi přistavěna boční loď, spojená s tou původní dvěma hrotitými arkádami. Po výstavbě boční lodi byl nahrazen původní presbytář novým, pravděpodobně na přelomu třetí a čtvrté čtvrtiny 14. století. V západním průčelí stála románská věž, jejíž základy byly objeveny při stavbě věže současné, která proběhla v letech 1837–1838. Doba jejího zániku není známa. Poslední větší úpravy proběhly začátkem 80. let 19. století podle projektu Josefa Mockera.

## Nástěnné malby
Obvodové zdi i klenba presbytáře jsou vyzdobeny nástěnnými malbami, které jsou jedny z nejrozsáhlejších v Čechách. Vznikly v 80. letech 14. století. V jednotlivých klenebních polích presbytáře se nachází erbovní galerie. Všechny stěny presbytáře pokrývají v pěti a více pásech biblické výjevy i malby, vztahující se ke světským patronům, jmenovitě Hazmburkům a postoloprtským benediktinům, kteří zřejmě malby financovali. Malby restauroval v roce 1881 Petr Maixner. Detailní popis maleb bude v budoucnu vyžadovat samostatný článek. Jejich odborné zkoumání dosud nebylo ukončeno.

## Galerie

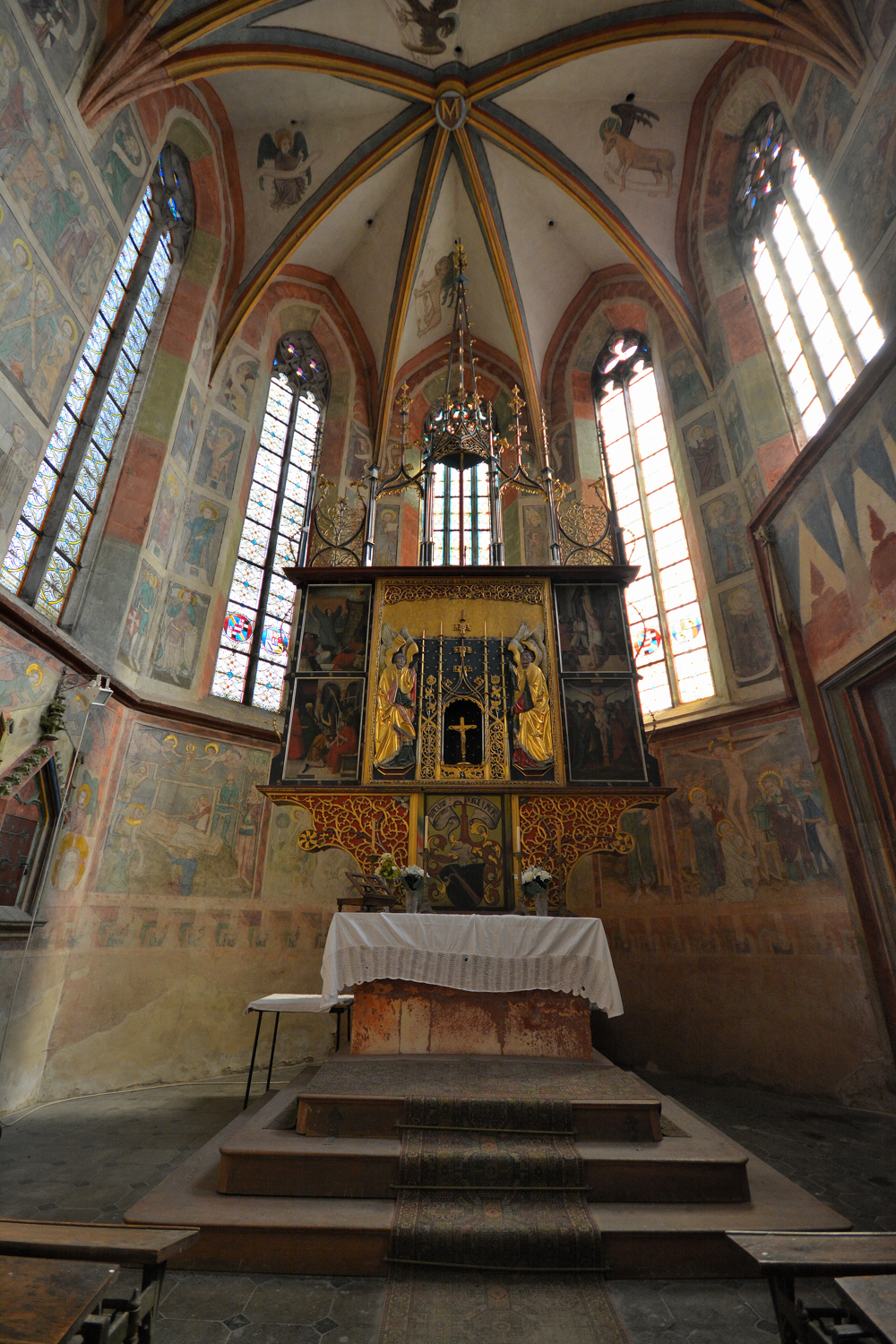
Presbytář s oltářem
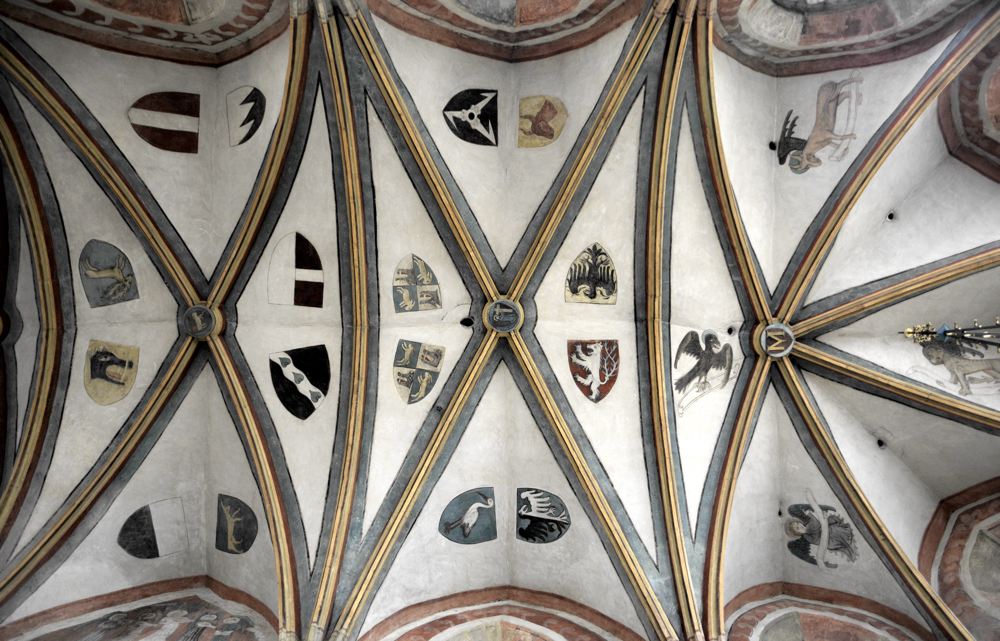
Klenba s erby
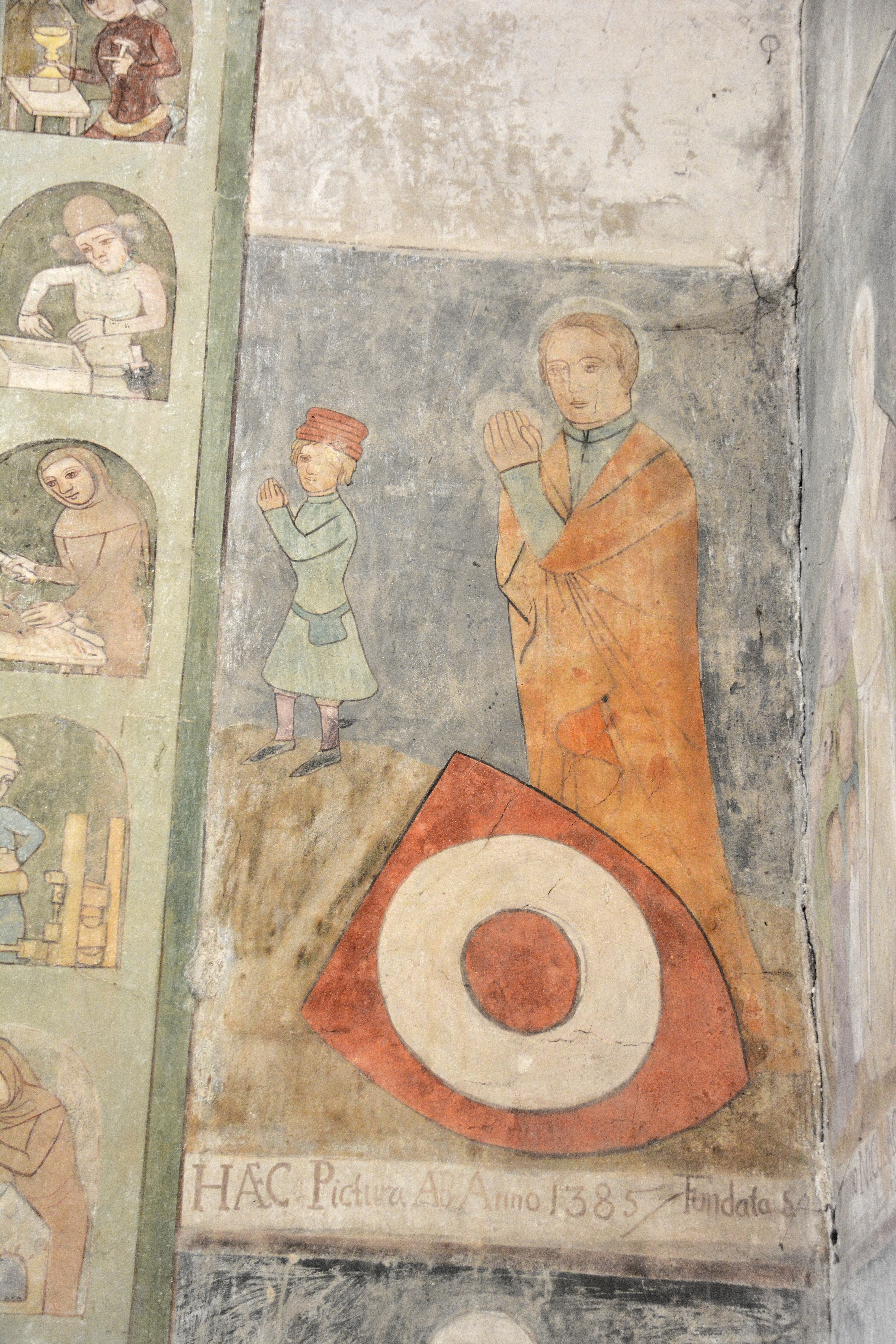
Obrázek s datací maleb
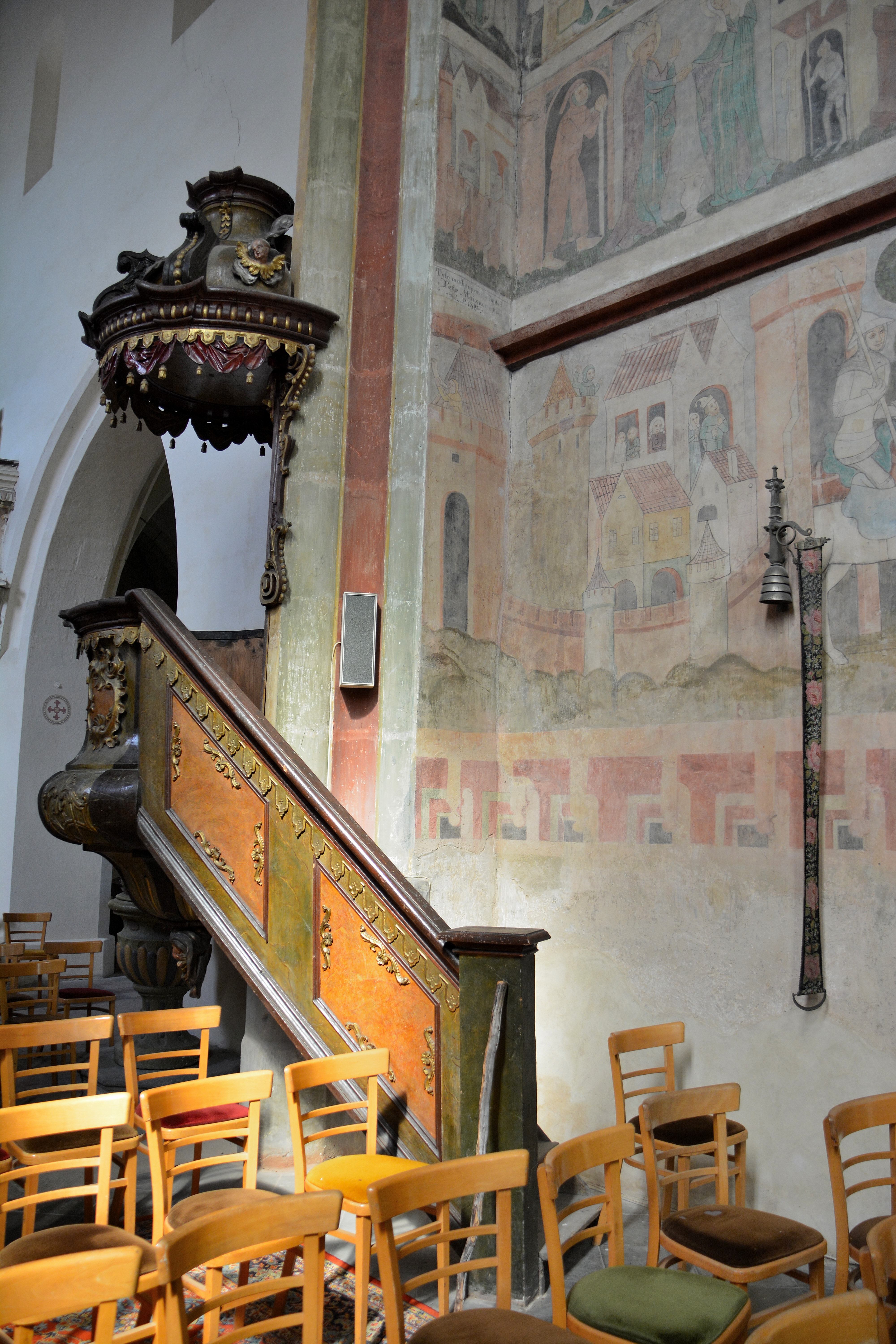
Část severní stěny presbytáře
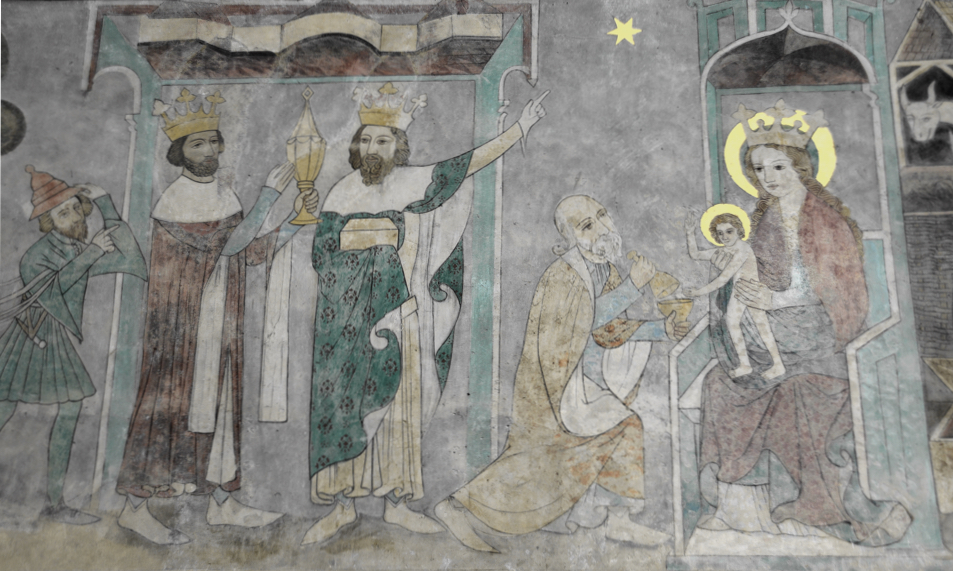
Klanění Tří králů
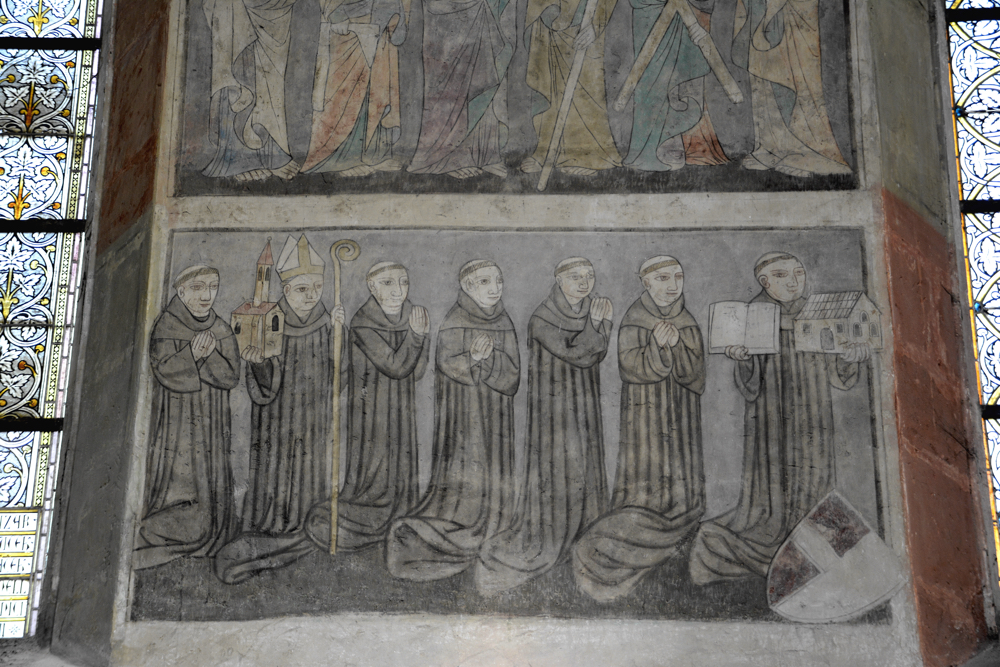
Benediktinští mniši na severní stěně presbytáře
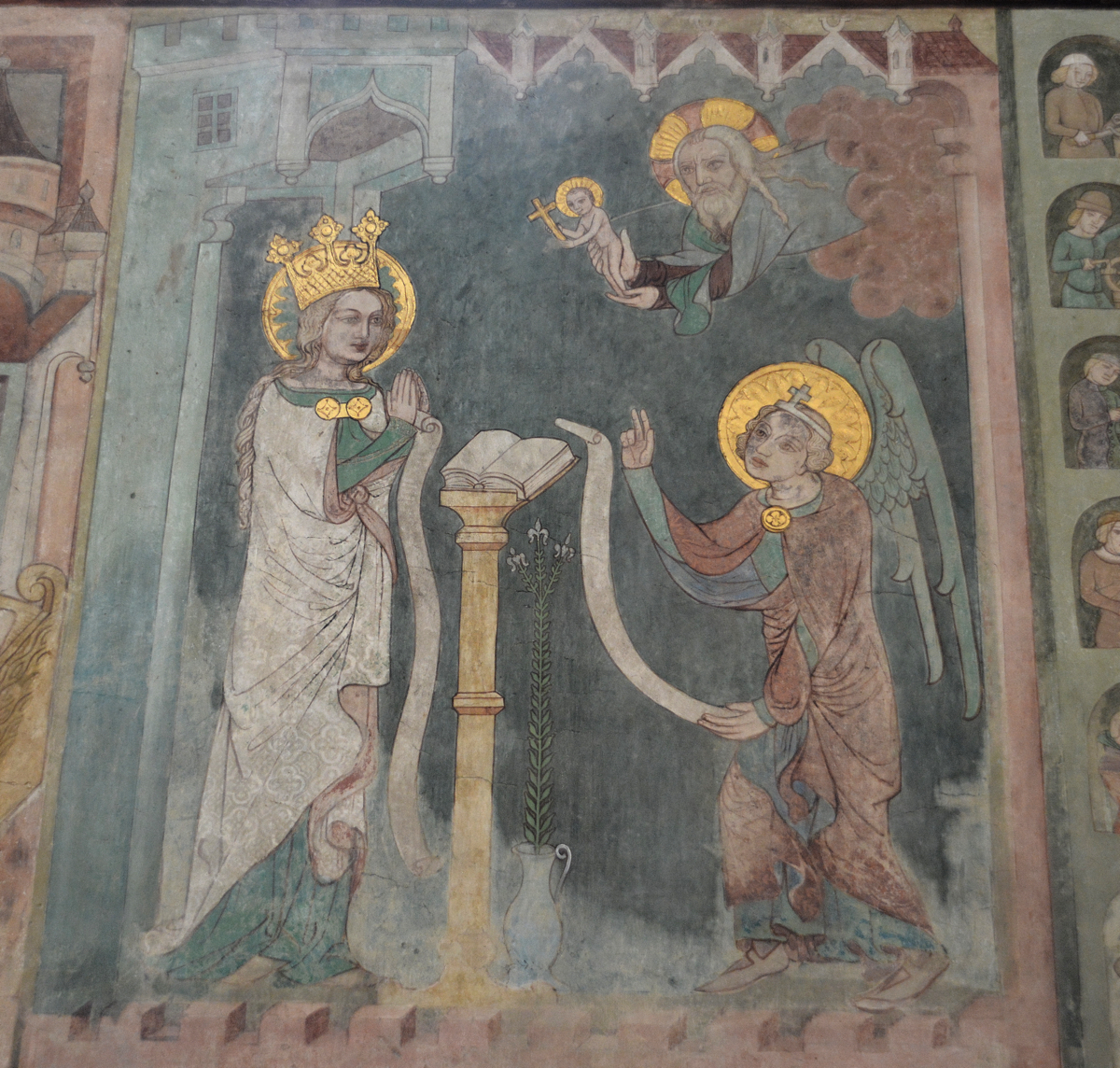
Zvěstování
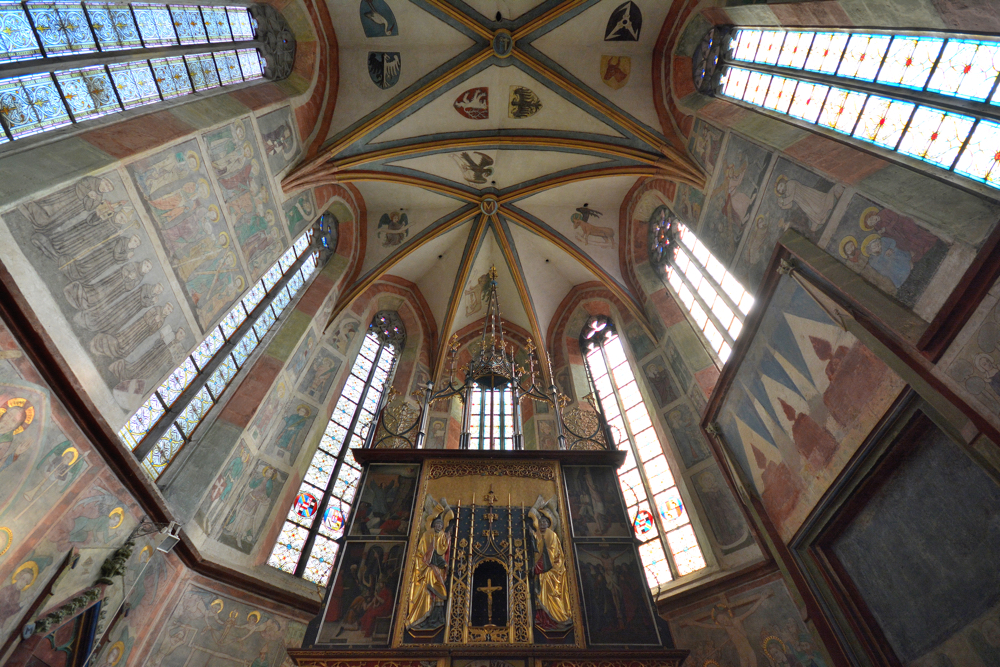
Klenba presbytáře